# Association Sportive de Saint-Étienne Loire 2022-2023
Questa voce raccoglie le informazioni riguardanti l'Association Sportive de Saint-Étienne Loire nelle competizioni ufficiali della stagione 2022-2023.

## Rosa
Aggiornata al 21 maggio 2023.
| N. |                           | Ruolo | Calciatore                  |
| -- | ------------------------- | ----- | --------------------------- |
| 1  | Francia (bandiera)        | P     | Matthieu Dreyer             |
| 3  | Francia (bandiera)        | D     | Mickaël Nadé                |
| 4  | Guinea (bandiera)         | D     | Saïdou Sow                  |
| 5  | Francia (bandiera)        | D     | Jimmy Giraudon              |
| 6  | Marocco (bandiera)        | C     | Benjamin Bouchouari         |
| 7  | Francia (bandiera)        | C     | Thomas Monconduit           |
| 8  | Francia (bandiera)        | D     | Dennis Appiah               |
| 8  | Francia (bandiera)        | C     | Mahdi Camara                |
| 10 | Francia (bandiera)        | A     | Gaëtan Charbonnier          |
| 11 | Francia (bandiera)        | C     | Kader Bamba                 |
| 11 | Brasile (bandiera)        | D     | Gabriel Silva               |
| 13 | Spagna (bandiera)         | D     | Sergi Palencia              |
| 14 | Francia (bandiera)        | C     | Dylan Chambost              |
| 15 | Francia (bandiera)        | A     | Lenny Pintor                |
| 16 | Senegal (bandiera)        | P     | Boubacar Fall               |
| 17 | Costa d'Avorio (bandiera) | A     | Jean-Philippe Krasso        |
| 18 | Francia (bandiera)        | A     | Mathieu Cafaro              |
| 19 | Francia (bandiera)        | D     | Léo Pétrot                  |
| 19 | Camerun (bandiera)        | C     | Yvan Neyou                  |
| 20 | Gabon (bandiera)          | A     | Denis Bouanga               |
| 21 | Croazia (bandiera)        | D     | Mateo Pavlović              |
| 22 | Francia (bandiera)        | C     | Victor Lobry                |
| 23 | Francia (bandiera)        | D     | Anthony Briançon (capitano) |

| N. |                           | Ruolo | Calciatore          |
| -- | ------------------------- | ----- | ------------------- |
| 25 | Senegal (bandiera)        | A     | Ibrahima Wadji      |
| 26 | Francia (bandiera)        | C     | Lamine Fomba        |
| 27 | Francia (bandiera)        | D     | Niels Nkounkou      |
| 27 | Francia (bandiera)        | D     | Yvann Maçon         |
| 28 | Francia (bandiera)        | C     | Zaydou Youssouf     |
| 29 | Marocco (bandiera)        | C     | Aimen Moueffek      |
| 30 | Francia (bandiera)        | C     | Gautier Larsonneur  |
| 30 | Francia (bandiera)        | A     | Maxence Rivera      |
| 32 | Francia (bandiera)        | D     | Lucas Calodat       |
| 33 | Senegal (bandiera)        | C     | Cheikh Fall         |
| 34 | Francia (bandiera)        | A     | Antoine Gauthier    |
| 35 | Francia (bandiera)        | A     | Yanis Lhéry         |
| 36 | Costa d'Avorio (bandiera) | D     | Abdoulaye Bakayoko  |
| 37 | Francia (bandiera)        | C     | Louis Mouton        |
| 39 | Francia (bandiera)        | A     | Ayman Aiki          |
| 41 | Tunisia (bandiera)        | A     | Jibril Othman       |
| 42 | Inghilterra (bandiera)    | P     | Etienne Green       |
| 44 | Francia (bandiera)        | D     | Mathys Saban        |
| 47 | Francia (bandiera)        | A     | Abdoulaye Coulibaly |
| 49 | Francia (bandiera)        | A     | Darnell Eric Bile   |
| 50 | Francia (bandiera)        | P     | Noah Raveyre        |
| 52 | Marocco (bandiera)        | D     | Anas Namri          |
| 70 | Francia (bandiera)        | C     | Adil Aouchiche      |

## Calciomercato

### Sessione estiva(dal 1º luglio al 31 agosto)
| Acquisti         | Acquisti             | Acquisti        | Acquisti                   |
| R.               | Nome                 | da              | Modalità                   |
| ---------------- | -------------------- | --------------- | -------------------------- |
| P                | Matthieu Dreyer      | Lorient         | definitivo                 |
| D                | Anthony Briançon     | Nîmes           | definitivo                 |
| D                | Jimmy Giraudon       | Troyes          | definitivo                 |
| D                | Léo Pétrot           | Lorient         | definitivo (500 mila €)    |
| C                | Benjamin Bouchouari  | Roda JC         | definitivo (1,1 milioni €) |
| C                | Dylan Chambost       | Troyes          | definitivo                 |
| C                | Thomas Monconduit    | Lorient         | definitivo (500 mila €)    |
| C                | Victor Lobry         | Pau             | definitivo                 |
| A                | Mathieu Cafaro       | Standard Liegi  | definitivo                 |
| A                | Lenny Pintor         | Olympique Lione | definitivo                 |
| A                | Ibrahima Wadji       | Qarabağ         | definitivo (1 milione €)   |
| Altre operazioni |                      |                 |                            |
| R.               | Nome                 | da              | Modalità                   |
| D                | Sergi Palencia       | Leganés         | fine prestito              |
| A                | Charles Abi          | Guingamp        | fine prestito              |
| A                | Jean-Philippe Krasso | Ajaccio         | fine prestito              |

| Cessioni         | Cessioni               | Cessioni            | Cessioni                    |
| R.               | Nome                   | a                   | Modalità                    |
| ---------------- | ---------------------- | ------------------- | --------------------------- |
| D                | Harold Moukoudi        | AEK Atene           | definitivo                  |
| C                | Adil Aouchiche         | Lorient             | definitivo                  |
| C                | Ryad Boudebouz         | Al-Ahli             | definitivo                  |
| C                | Mahdi Camara           | Brest               | prestito                    |
| C                | Assane Dioussé         | OFI Creta           | definitivo                  |
| C                | Lucas Gourna-Douath    | Salisburgo          | definitivo (13 milioni €)   |
| C                | Yvan Neyou             | Leganés             | prestito                    |
| C                | Zaydou Youssouf        | Famalicão           | definitivo (1 milione €)    |
| A                | Denis Bouanga          | Los Angeles FC      | definitivo (4,55 milioni €) |
| A                | Romain Hamouma         | Ajaccio             | definitivo                  |
| A                | Arnaud Nordin          | Montpellier         | definitivo                  |
| A                | Wahbi Khazri           | Montpellier         | definitivo                  |
| A                | Maxence Rivera         | Le Puy              | definitivo                  |
| Altre operazioni |                        |                     |                             |
| R.               | Nome                   | a                   | Modalità                    |
| P                | Paul Bernardoni        | Angers              | fine prestito               |
| D                | Timothée Kolodziejczak |                     | svincolato                  |
| D                | Eliaquim Mangala       |                     | svincolato                  |
| D                | Miguel Trauco          |                     | svincolato                  |
| D                | Falaye Sacko           | Vitória Guimarães   | fine prestito               |
| C                | Bilal Benkhedim        |                     | svincolato                  |
| A                | Enzo Crivelli          | İstanbul Başakşehir | fine prestito               |
| A                | Bakary Sako            |                     | svincolato                  |
| A                | Sada Thioub            | Angers              | fine prestito               |

### Sessione invernale(dal 1º gennaio al 31 gennaio)
| Acquisti         | Acquisti           | Acquisti | Acquisti                   |
| R.               | Nome               | da       | Modalità                   |
| ---------------- | ------------------ | -------- | -------------------------- |
| P                | Gautier Larsonneur | Brest    | definitivo (1,6 milioni €) |
| D                | Niels Nkounkou     | Everton  | prestito                   |
| D                | Mateo Pavlović     | Rijeka   | prestito                   |
| D                | Dennis Appiah      | Nantes   | definitivo                 |
| C                | Kader Bamba        | Nantes   | prestito                   |
| C                | Lamine Fomba       | Nîmes    | definitivo (500 mila €)    |
| A                | Gaëtan Charbonnier | Auxerre  | definitivo (500 mila €)    |
| Altre operazioni |                    |          |                            |
| R.               | Nome               | da       | Modalità                   |

| Cessioni         | Cessioni           | Cessioni       | Cessioni   |
| R.               | Nome               | a              | Modalità   |
| ---------------- | ------------------ | -------------- | ---------- |
| D                | Abdoulaye Bakayoko | Le Puy         | prestito   |
| D                | Yvann Maçon        | Paris FC       | prestito   |
| D                | Sergi Palencia     | Los Angeles FC | definitivo |
| A                | Charles Abi        | Stade Lausanne | definitivo |
| Altre operazioni |                    |                |            |
| R.               | Nome               | a              | Modalità   |
| D                | Gabriel Silva      |                | svincolato |

## Risultati

### Coppa di Francia
| Arbitro: | Faouzi Benchabane |

|                                    |                      |                                     |
| Mouton Giraudon Lobry Pétrot Wadji | Tiri di rigore 3 – 4 | David Rajot Senaya Mouyokolo Depres |

## Statistiche

### Statistiche di squadra
Statistiche aggiornate al 30 giugno 2023.
| Competizione     | Punti   | In casa | In casa | In casa | In casa | In casa | In casa | In trasferta | In trasferta | In trasferta | In trasferta | In trasferta | In trasferta | Totale | Totale | Totale | Totale | Totale | Totale | DR |
| Competizione     | Punti   | G       | V       | N       | P       | Gf      | Gs      | G            | V            | N            | P            | Gf           | Gs           | G      | V      | N      | P      | Gf     | Gs     | DR |
| ---------------- | ------- | ------- | ------- | ------- | ------- | ------- | ------- | ------------ | ------------ | ------------ | ------------ | ------------ | ------------ | ------ | ------ | ------ | ------ | ------ | ------ | -- |
| Ligue 2          | 53 (-3) | 19      | 10      | 4       | 5       | 34      | 27      | 19           | 5            | 7            | 7            | 29           | 30           | 38     | 15     | 11     | 12     | 63     | 57     | +6 |
| Coppa di Francia | -       | 1       | 0       | 1       | 0       | 0       | 0       | 0            | 0            | 0            | 0            | 0            | 0            | 1      | 0      | 1      | 0      | 0      | 0      | +0 |
| Totale           | -       | 20      | 10      | 5       | 5       | 34      | 27      | 19           | 5            | 7            | 7            | 29           | 30           | 39     | 15     | 12     | 12     | 63     | 57     | +6 |

### Andamento in campionato
| Giornata  | 1  | 2  | 3  | 4  | 5  | 6  | 7  | 8  | 9  | 10 | 11 | 12 | 13 | 14 | 15 | 16 | 17 | 18 | 19 | 20 | 21 | 22 | 23 | 24 | 25 | 26 | 27 | 28 | 29 | 30 | 31 | 32 | 33 | 34 | 35 | 36 | 37 | 38 |
| --------- | -- | -- | -- | -- | -- | -- | -- | -- | -- | -- | -- | -- | -- | -- | -- | -- | -- | -- | -- | -- | -- | -- | -- | -- | -- | -- | -- | -- | -- | -- | -- | -- | -- | -- | -- | -- | -- | -- |
| Luogo     | T  | C  | T  | C  | T  | C  | T  | C  | T  | C  | T  | C  | T  | T  | C  | T  | C  | C  | T  | C  | T  | C  | C  | T  | C  | T  | C  | T  | C  | T  | T  | C  | T  | C  | T  | C  | T  | C  |
| Risultato | P  | N  | N  | P  | N  | V  | N  | V  | P  | N  | P  | P  | V  | P  | P  | P  | N  | V  | V  | P  | P  | V  | V  | V  | V  | N  | N  | N  | V  | V  | V  | P  | N  | V  | P  | V  | N  | V  |
| Posizione | 20 | 20 | 20 | 20 | 20 | 19 | 19 | 15 | 18 | 18 | 18 | 19 | 18 | 19 | 20 | 20 | 20 | 20 | 18 | 19 | 19 | 18 | 16 | 15 | 15 | 13 | 13 | 12 | 12 | 11 | 9  | 10 | 11 | 10 | 11 | 9  | 10 | 8  |

Fonte: (FR) Classement - Ligue 2, su ligue2.fr. URL consultato il 28 aprile 2024.
Legenda:

Luogo: C = Casa; T = Trasferta. Risultato: V = Vittoria; N = Pareggio; P = Sconfitta.

### Statistiche dei giocatori
Sono in corsivo i calciatori che hanno lasciato la società a stagione in corso.
| Giocatore      | Ligue 1  | Ligue 1 | Ligue 1     | Ligue 1    | Coppa di Francia | Coppa di Francia | Coppa di Francia | Coppa di Francia | Totale   | Totale | Totale      | Totale     |
| Giocatore      | Presenze | Reti    | Ammonizioni | Espulsioni | Presenze         | Reti             | Ammonizioni      | Espulsioni       | Presenze | Reti   | Ammonizioni | Espulsioni |
| -------------- | -------- | ------- | ----------- | ---------- | ---------------- | ---------------- | ---------------- | ---------------- | -------- | ------ | ----------- | ---------- |
| A. Aiki        | 7        | 1       | 0           | 0          | 0                | 0                | 0                | 0                | 7        | 1      | 0           | 0          |
| A. Aouchiche   | 2        | 0       | 0           | 0          | 0                | 0                | 0                | 0                | 2        | 0      | 0           | 0          |
| D. Appiah      | 19       | 0       | 1           | 0          | 0                | 0                | 0                | 0                | 19       | 0      | 1           | 0          |
| A. Bakayoko    | 9        | 0       | 3           | 0          | 0                | 0                | 0                | 0                | 9        | 0      | 3           | 0          |
| K. Bamba       | 14       | 4       | 2           | 0          | 0                | 0                | 0                | 0                | 14       | 4      | 2           | 0          |
| D. Bile        | 2        | 0       | 1           | 0          | 0                | 0                | 0                | 0                | 2        | 0      | 1           | 0          |
| D. Bouanga     | 1        | 0       | 0           | 1          | 0                | 0                | 0                | 0                | 1        | 0      | 0           | 1          |
| B. Bouchouari  | 34       | 1       | 6           | 0          | 0                | 0                | 0                | 0                | 34       | 1      | 6           | 0          |
| A. Briançon    | 24       | 1       | 7           | 1          | 1                | 0                | 0                | 0                | 25       | 1      | 7           | 1          |
| M. Cafaro      | 33       | 5       | 7           | 1          | 0                | 0                | 0                | 0                | 33       | 5      | 7           | 1          |
| L. Calodat     | 0        | 0       | 0           | 0          | 0                | 0                | 0                | 0                | 0        | 0      | 0           | 0          |
| M. Camara      | 4        | 0       | 1           | 0          | 0                | 0                | 0                | 0                | 4        | 0      | 1           | 0          |
| D. Chambost    | 28       | 3       | 1           | 0          | 1                | 0                | 0                | 0                | 29       | 3      | 1           | 0          |
| G. Charbonnier | 7        | 3       | 2           | 0          | 0                | 0                | 0                | 0                | 7        | 3      | 2           | 0          |
| A. Coulibaly   | 1        | 0       | 0           | 0          | 0                | 0                | 0                | 0                | 1        | 0      | 0           | 0          |
| M. Dreyer      | 9        | -13     | 0           | 0          | 1                | 0                | 0                | 0                | 10       | -13    | 0           | 0          |
| B. Fall        | 1        | -1      | 0           | 0          | 0                | 0                | 0                | 0                | 1        | -1     | 0           | 0          |
| C. Fall        | 1        | 0       | 0           | 0          | 0                | 0                | 0                | 0                | 1        | 0      | 0           | 0          |
| L. Fomba       | 16       | 0       | 4           | 0          | 0                | 0                | 0                | 0                | 16       | 0      | 4           | 0          |
| A. Gauthier    | 1        | 0       | 0           | 0          | 0                | 0                | 0                | 0                | 1        | 0      | 0           | 0          |
| J. Giraudon    | 16       | 0       | 7           | 1          | 1                | 0                | 0                | 0                | 17       | 0      | 7           | 1          |
| E. Green       | 8        | -14     | 0           | 2          | 0                | 0                | 0                | 0                | 8        | -14    | 0           | 2          |
| J. Krasso      | 35       | 17      | 6           | 1          | 0                | 0                | 0                | 0                | 35       | 17     | 6           | 1          |
| G. Larsonneur  | 21       | -26     | 2           | 0          | 0                | 0                | 0                | 0                | 21       | -26    | 2           | 0          |
| Y. Lhéry       | 1        | 0       | 0           | 0          | 0                | 0                | 0                | 0                | 1        | 0      | 0           | 0          |
| V. Lobry       | 36       | 1       | 2           | 0          | 1                | 0                | 0                | 0                | 37       | 1      | 2           | 0          |
| Y. Maçon       | 12       | 3       | 3           | 0          | 1                | 0                | 0                | 0                | 13       | 3      | 3           | 0          |
| T. Monconduit  | 23       | 0       | 4           | 0          | 1                | 0                | 1                | 0                | 24       | 0      | 5           | 0          |
| A. Moueffek    | 23       | 1       | 1           | 0          | 1                | 0                | 0                | 0                | 24       | 1      | 1           | 0          |
| L. Mouton      | 15       | 1       | 2           | 0          | 1                | 0                | 0                | 0                | 16       | 1      | 2           | 0          |
| M. Nadé        | 16       | 1       | 2           | 1          | 0                | 0                | 0                | 0                | 16       | 1      | 2           | 1          |
| A. Namri       | 4        | 0       | 0           | 0          | 1                | 0                | 0                | 0                | 5        | 0      | 0           | 0          |
| Y. Neyou       | 2        | 0       | 1           | 0          | 0                | 0                | 0                | 0                | 2        | 0      | 1           | 0          |
| N. Nkounkou    | 20       | 6       | 4           | 0          | 0                | 0                | 0                | 0                | 20       | 6      | 4           | 0          |
| J. Othman      | 2        | 0       | 0           | 0          | 1                | 0                | 0                | 0                | 3        | 0      | 0           | 0          |
| S. Palencia    | 9        | 0       | 4           | 0          | 0                | 0                | 0                | 0                | 9        | 0      | 4           | 0          |
| M. Pavlović    | 0        | 0       | 0           | 0          | 0                | 0                | 0                | 0                | 0        | 0      | 0           | 0          |
| L. Pétrot      | 29       | 1       | 3           | 1          | 1                | 0                | 0                | 0                | 30       | 1      | 3           | 1          |
| L. Pintor      | 21       | 1       | 3           | 0          | 1                | 0                | 1                | 0                | 22       | 1      | 4           | 0          |
| N. Raveyre     | 1        | -3      | 0           | 0          | 0                | 0                | 0                | 0                | 1        | -3     | 0           | 0          |
| M. Rivera      | 4        | 0       | 1           | 0          | 0                | 0                | 0                | 0                | 4        | 0      | 1           | 0          |
| M. Saban       | 3        | 0       | 0           | 0          | 1                | 0                | 0                | 0                | 4        | 0      | 0           | 0          |
| G. Silva       | 6        | 0       | 0           | 0          | 0                | 0                | 0                | 0                | 6        | 0      | 0           | 0          |
| S. Sow         | 25       | 0       | 4           | 0          | 1                | 0                | 0                | 0                | 26       | 0      | 4           | 0          |
| Z. Youssouf    | 1        | 0       | 0           | 0          | 0                | 0                | 0                | 0                | 1        | 0      | 0           | 0          |
| I. Wadji       | 30       | 12      | 3           | 0          | 1                | 0                | 0                | 0                | 31       | 12     | 3           | 0          |